# El precio del silencio
El precio del silencio es una telenovela colombiana producida por Telecolombia para RCN Televisión y transmitida por el Canal RCN en 2002, la telenovela es protagonizada por Carolina Sabino y Juan Sebastián Aragón y tuvo como antagonistas a Mónica Franco y Orlando Pardo. La telenovela es una idea original de Gustavo Bolívar.

## Argumento
La telenovela gira en torno a la clínica del doctor Santiago Bayona, quien nunca sospechó que la clínica estaba relacionada con la mafia. Entonces el Doctor Bayona es víctima de un atentado por parte de ellos al no querer formar parte de la mafia.
En ese momento es ayudado por su amigo el doctor Manuel Santamaría que le ayuda a fingir un coma y es así como empieza a darse cuenta de muchas verdades que estuvieron ocultas y que incluso envuelven a su prometida Vanesa Santillana.
Paralelamente en su estado de coma, es cuidado por la enfermera Luisa María Medina que llega a ser su confidente con respecto a todo lo que pasa a su alrededor, además empieza a surgir un romance entre ambos pero tendrán que enfrentar todas las adversidades que los rodean para estar juntos.

## Elenco
- Carolina Sabino es Luisa María Medina.
- Juan Sebastián Aragón es Santiago Bayona.
- Mónica Franco es Vanessa Santillana.
- Marlon Moreno es Manuel Santamaría.
- Orlando Pardo es Álvaro Castro.
- Jorge Cao es Benjamín Bayona.
- Gustavo Angarita es Jorge Bayona.
- Ana María Arango es Susana de Brigart.
- Franky Linero es Amadeo.
- Kenny Delgado es Leonardo Medina.
- María Angélica Mallarino es Laura Sofía de Bayona.
- Santiago Botero es Paco Bayona.
- Ana Cristina Botero es Mireya Botero.
- Jorge Pérez es Mauricio Bayona.
- Adriana Romero es Alma.
- Talú Quintero es Mamá de Luisa.
- Ana María Abello es Catalina  Bayona.
- Eleazar Osorio